# Union internationale du cinéma
L'Union internationale du cinéma (abrégé en UNICA) est une association représentée à l'UNESCO et dont le but est la promotion du cinéma et de ses auteurs à travers le monde.